# Tetragnatha reimoseri
Tetragnatha reimoseri là một loài nhện trong họ Tetragnathidae.
Loài này thuộc chi Tetragnatha. Tetragnatha reimoseri được miêu tả năm 1939 bởi Rosca.